# John Swana
John Swana (* 1962) ist ein US-amerikanischer Jazz-Trompeter und Flügelhornist.
Swana gilt als Traditionalist des Hardbop-Genre, sein Stil ist nach Cook/Morton stark von Lee Morgan und Kenny Dorham beeinflusst, obwohl er Tom Harrell zu seinem Hauptvorbild zählt.
Seine Karriere begann er in seiner Heimatstadt Philadelphia in lokalen Clubs. Er spielte in Big Bands, Orgel-Combos und schließlich mit Musikern des Hardbop-Mainstreams.
Ende 1990 entstand mit Begleitmusikern wie Benny Green, Bill Pierce, Peter Washington, Kenny Washington sein Debütalbum Introducing John Swana auf dem Criss Cross Label, mit Eigenkompositionen und Material von Dorham und Wayne Shorter. Ende 1991 folgte John Swana & Friends mit Tom Harrell, Mulgrew Miller, Ira Coleman und Billy Drummond.
Swana spielte 1991 im Quartett des Gitarristen Peter Leitch und wirkte 1992 an Chris Potters Debütalbum mit (Presenting Chris Potter) und spielte bei Eric Alexander. Bei seinen zahlreichen Bandprojekten in den 1990er Jahren arbeitete Swana mit Chris Potter, Steve Davis, Bootsie Barnes, David Hazeltine, 1997 spielte er in der Big Band von Peter Herborn (Large One) und auf Benny Golsons Album Remembering Clifford. 2000 und 2004 nahm er mit lokalen Musikern aus Philadelphia die Alben Philly Gumbo, Vol. 1 & 2 auf. Anfang der 2000er Jahre arbeitete er mit einer Band aus dem Gitarristen Jesse van Ruller, dem Bassisten John Patitucci und dem Schlagzeuger Eric Harland (On Target).
Swana arbeitete außerdem mit Musikern wie Ralph Bowen, Orrin Evans, Charles Fambrough, Herwig Gradischnig, Jimmy Greene, Irene Reig, J. D. Walter, Joel Weiskopf und Bobby Zankel.

## Diskographische Hinweise
- The Feeling's Mutual (Criss Cross, 1993)
- In the Moment (Criss Cross, 1995)
- Tug of War (Criss Cross, 1997/98)
- Philly-New York Junction (Criss Cross, 1998)
- On Target (Criss Cross, 2002)